# Come Ye Blessed
Come ye Blessed (Venez les Bénis) est l'hymne local des îles Pitcairn et de l'Île Norfolk. Spécifique aux territoires, il est entonné lors de rassemblements festifs.
God Save the Queen reste toutefois l'hymne national des Pitcairn ; la chanson « We From Pitcairn Island » (sur l'air de l'hymne «The Royal Telephone») y est également utilisée comme hymne non officiel. 
Il n'est pas étonnant de retrouver l'hymne à Norfolk car l'île a dans les années 1850 vu arriver des colons des Pitcairn, l'archipel étant devenues trop petites pour leur nombre croissant.

## Paroles
Les paroles sont tirées de l'Évangile selon Matthieu, chapitre 25, versets 34-36 et 45. 
| Version officielle (en anglais) | Traduction en français |
| --- | --- |
| Then shall the King Say unto them On his right hand: Come ye blessed of my Father Inherit the kingdom prepared for you From the foundation of the world I was hunger’d and ye gave me meat, I was thirsty and ye gave me drink I was a stranger and ye took me in, Naked and ye clothed me, I was sick and ye visited me, I was in prison and ye came unto me In as much ye have done it unto one of the least of These my brethren Ye have done it unto me, Ye have done it unto me. | Alors le Roi dira à ceux qui seront à sa droite : Venez, les bénis de mon Père, recevez en héritage le Royaume préparé pour vous depuis la fondation du monde. Car j’avais faim, et vous m’avez donné à manger ; j’avais soif, et vous m’avez donné à boire ; j’étais un étranger, et vous m’avez accueilli ; j’étais nu, et vous m’avez habillé ; j’étais malade, et vous m’avez visité ; j’étais en prison, et vous êtes venus jusqu’à moi ! Chaque fois que vous ne l’avez pas fait à l’un de ces plus petits, c’est à moi que vous ne l’avez pas fait |